# 氮3
在化學中，氮3（Trinitrogen）又稱為疊氮自由基，是氮的同素異形體。

## 性質
氮3的每個分子具有三個氮原子，直鏈和環狀的結構皆是可能的，但都極不穩定。更為穩定的衍生物是存在的，例如作為配體時，可能在疊氮化鈉與硝酸鈰銨出現疊氮硝化合成反應時出現等。
其直鏈結構首次於1956年由布萊恩·特魯什發現，他當時對疊氮酸進行光分解作用。其環狀結構在2003由Nils Hansen及Alec Wodtke取得，他們對疊氮化氯進行紫外光分解，得到的氮3大部分為直鏈，但有約兩成為環狀。
直鏈狀氮3的分子結構具有D∞h的二面體群對稱性、其平均鍵長為1.8115 Å；第一個激发态A2Σu的能量比基態高約4.56電子伏特。

## 外部連結
- （页面存档备份，存于） ChEBI